# Luigi Berti
Luigi Berti (Prignano sulla Secchia, 1828 – Roma, 29 ottobre 1890) è stato un poliziotto italiano.
Fu il primo capo della Polizia di Stato, in carica dal 16 maggio 1878 al 16 dicembre dello stesso anno e successivamente dal 10 luglio 1887 fino alla sua morte.

## Biografia
Berti entrò nell'amministrazione della pubblica sicurezza nel 1860, in un periodo caldo dominato dagli scontri dei patrioti per l'unificazione d'Italia.
Partecipò agli eventi della Presa di Roma, entrando nel Quirinale per prenderne possesso per conto del generale Alfonso Ferrero La Marmora: poiché il papa si era asserragliato nei palazzi apostolici con le sue guardie, Berti dovette far abbattere le porte per poter conquistare la costruzione.
Prese possesso anche di Palazzo Braschi, destinato a diventare la sede del Ministero dell'Interno.
Fu nominato questore di Roma, divenendo il primo a ricoprire tale carica dopo l'annessione di Roma al Regno d'Italia.
Prefetto dal 1873, svolse il proprio ufficio a Belluno, Girgenti, Ravenna, Siena, Reggio Emilia, Modena, Bari e Padova.
Il 16 maggio 1878 venne nominato direttore generale della Polizia, ma un tentato regicidio ai danni di Umberto I, avvenuto il 17 novembre seguente, lo costrinse alle dimissioni già il 16 dicembre. Fu rilevato da Ferdinando Ramognini.
Nominato per un secondo mandato dal ministro dell'Interno Francesco Crispi dal 10 luglio 1887, in sostituzione di Bartolomeo Casalis.
Berti si trovò ad essere nominato come direttore generale della pubblica sicurezza quando questa fu istituita il 31 luglio 1887, quando entrò in vigore la riforma delle articolazioni del Ministero in quattro direzioni generali.
La Direzione di pubblica sicurezza era suddivisa in due divisioni, una comprendente la polizia giudiziaria, polizia amministrativa ed emigrazione, la seconda comprendente una sezione per gli ufficiali e una per gli agenti.
A Berti si deve il cambio di denominazione da "Corpo delle guardie di pubblica sicurezza" a "Corpo delle guardie di città", e l'organizzazione in brigate e sottobrigate composte da ufficiali, marescialli, brigadieri, sottobrigadieri, guardie scelte, guardie e allievi.
Berti morì il 29 ottobre 1890, venendo sostituito nuovamente da Ramognini.